# Mujer secándose los pies
Mujer secándose los pies es un pastel del pintor francés Edgar Degas, realizado en 1886 y conservado en el Museo de Orsay de París.

## Descripción
Degas intervino sobre el tema del desnudo femenino observando:

"Hasta ahora, el desnudo siempre se ha representado en poses que presuponían una audiencia; en cambio, mis mujeres son personas sencillas y honestas que no hacen nada más que su propio cuidado físico. Aquí hay otra: se lava los pies y es como si la mirara por el ojo de la cerradura.

 
La mujer que «se está lavando los pies» mencionada por Degas es precisamente la representada en este pastel. Con la complacencia de un voyeur, Degas contempla el abandono del cuerpo femenino en su presunta soledad, y lo captura en el momento en que se dedica espontáneamente a su propio cuidado, sin asumir actitudes estéticas encaminadas a la satisfacción del posible observador.
El pastel, de hecho, representa a una joven que, en el acto de secarse los pies tras un baño, sitúa el cuerpo en una pose disarmónica, la cual sería considerada según los cánones estéticos tradicionales absolutamente inoportuna para un desnudo femenino. La melena castaño rojiza cae desordenada sobre las piernas y destaca cromáticamente del sillón detrás, con una funda de un vivaz amarillo canario, el cual concede a la obra una agradable agilidad compositiva. La mujer, además, respeta fielmente las prescripciones de Degas y parece efectivamente espiada «por el ojo de la cerradura». Esta sensación viene corroborada por la presencia de una jamba a la derecha, sugiriendo la presencia de un espectador que observa la escena desde un punto de vista no visible para la protagonista.